# Liên đoàn Phật giáo Triều Tiên
Liên đoàn Phật giáo Triều Tiên, còn gọi là Liên đoàn Phật giáo Chosŏn, đôi khi được viết tắt là Chobulyŏn, giám sát mọi hoạt động của Phật tử ở Cộng hòa Dân chủ Nhân dân Triều Tiên. Tổ chức này được thành lập vào ngày 26 tháng 12 năm 1946.
Năm 1999 có 10.000 Phật tử ở Bắc Triều Tiên, 70% trong số đó là phụ nữ và 60 ngôi chùa Phật giáo.

## Lịch sử
Liên đoàn Phật giáo Triều Tiên được thành lập với tư cách là Tổng Liên đoàn Phật giáo Bắc Chosôn vào ngày 26 tháng 12 năm 1945. Nó lấy tên gọi như hiện nay vào năm 1972. Năm 1945 và năm 1949, tổ chức lần lượt thông qua cương lĩnh năm điểm và bảy điểm, cam kết duy trì hiến pháp Bắc Triều Tiên, xóa bỏ tàn tích của chủ nghĩa đế quốc Nhật Bản, hỗ trợ quân đội, xây dựng tình hữu nghị với Liên Xô và các quốc gia xã hội chủ nghĩa khác, làm việc cho sự thống nhất và "nâng cao tinh thần của tầng lớp lao động trong giới Phật tử vì sự thịnh vượng của tổ quốc và sự phát triển của nền văn hóa nước nhà". Có rất ít thông tin về Liên đoàn Phật giáo Triều Tiên từ năm 1945 đến năm 1972, ngoài tên gọi và nhiệm kỳ chức vụ chủ tịch thứ nhất và thứ hai – Kim Se-ryul (1946–1948) và An Yong-suk (1963–1978). Kim Sunggyôk là người đại diện từ năm 1948 cho đến ngày không xác định. Đây là thời kỳ tuyên truyền chống đối tôn giáo mạnh mẽ và Liên đoàn được cho là đã đổi tên và mai danh ẩn tích nhiều lần cho đến năm 1972.
Sau khi hiến pháp năm 1972 của Bắc Triều Tiên được thông qua, chính sách đối với tôn giáo đã dịu đi phần nào. Liên đoàn Phật giáo Triều Tiên bắt đầu đưa ra những tuyên bố chống lại sự đàn áp Phật tử dưới chế độ Park Chung-hee ở miền nam, chẳng hạn như vụ bắt giữ nhà sư Pak Hyong-gyo.
Năm 1989, Liên đoàn Phật giáo Triều Tiên đã cho mở Học viện Phật giáo tại trụ sở chính ở quận Moranbong thủ đô Bình Nhưỡng. Thời gian học kéo dài ba năm và học viên được chấp nhận nếu họ có chứng chỉ tốt nghiệp trung học và nhận được lời đề nghị từ một tu viện thuộc một trong các ủy ban thành phố hoặc quận của Liên đoàn Phật giáo Triều Tiên.

## Liên hệ quốc tế
Năm 1986, Liên đoàn gia nhập Hội Liên hữu Phật giáo Thế giới.
Liên đoàn Phật giáo Triều Tiên đã tích cực thiết lập liên lạc với các tổ chức Phật giáo khác trên khắp thế giới, bao gồm Hiệp hội Phật giáo Triều Tiên tại Nhật Bản có trụ sở tại Tokyo, là một tổ chức thành viên của Tổng Hiệp hội Người Triều Tiên tại Nhật Bản (Chongryon). Những liên hệ khác đã được thực hiện với các Phật tử ở Trung Quốc, Ấn Độ, Nepal, Thái Lan và Sri Lanka.
Năm 1976, Liên đoàn Phật giáo Triều Tiên đã gia nhập Ủy ban Phật giáo châu Á vì Hòa bình. Tổ chức này còn tham gia Hội nghị Phật giáo Châu Á vào năm 1990, từ khi thành lập sau này.

## Lãnh đạo
- Kim Se-ryul (1946–1948)[6]
- An Yong-suk (1963–1978)[6]
- Pak Tae-ho (1978–2005)[11]
- Yu Yong-son (2006–2008)[12]
- Sim Sang-jin (2008–2012)[12]
- Kang Sur-in (2012–)[12]